# Temporada de baile vienesa
La Temporada de baile vienesa transcurre en la capital austriaca del 11 de noviembre al Martes de Carnaval. Los primeros bailes importantes suelen celebrarse la Silvesterabend o Noche de San Silvestre (el 31 de diciembre, Nochevieja); es el caso del Kaiserball en el Palacio Imperial de Hofburg, un baile al antiguo estilo imperial al que suelen asistir turistas extranjeros.

## Lista no inclusiva
| Baile                 | Lugar                 | Fecha                           | Singularidad                                                                               |
| --------------------- | --------------------- | ------------------------------- | ------------------------------------------------------------------------------------------ |
| Kaiserball            | Hofburg               | Nochevieja                      | Imitación de los antiguos bailes imperiales, internacional                                 |
| Philharmonikerball    | Musikverein           |                                 | Actúa la Filarmónica de Viena                                                              |
| Techniker-Cercle      | Musikverein           |                                 | Ingenieros, técnicos                                                                       |
| TU Wien               | Hofburg               | Final de Enero                  | Universidad Técnica de Viena                                                               |
| Wiener Ärzteball      | Hofburg               | Último sábado de enero          | Médicos                                                                                    |
| Jägerball             | Hofburg               |                                 | Traje tradicional obligatorio                                                              |
| Kaffeesiederball      | Hofburg               |                                 |                                                                                            |
| Opernball             | Ópera Estatal         |                                 | Figuras del gobierno, celebridades internacionales, debutantes en sociedad; muy televisado |
| St. Johanns-Club Ball | Palacio Schwarzenberg | Finales de primavera            | Miembros del St. Johanns Club/Jockey Club, Orden de Malta, nobleza histórica               |
| Juristenball          | Hofburg               |                                 | Jueces, abogados, estudiantes de Derecho                                                   |
| Rudolfina Redoute     | Hofburg               | Rosenmontag (lunes de Carnaval) | Las damas deben ir de máscara                                                              |
| Elmayer-Kränzchen     | Hofburg               | Martes de Carnaval              | Fin del Carnaval y de la temporada de baile.                                               |

Fuera de la temporada propiamente dicha, también se celebran muchos otros bailes, por ejemplo el Life Ball (a beneficio de los enfermos de sida) y el Concordia Ball.
En las fechas principales casi no pasa día sin que se celebre al menos un baile; no hay escuela, parroquia, grupo étnico ni profesión que no organice uno.

## Enlaces web
- Calendario de la temporada de baile vienesa: www.ballkalender.com (en alemán)
- Calendario de bailes en Austria (en alemán)

- Datos: Q875698
- Multimedia: Balls in Vienna / Q875698